# Władysław Tomala
Władysław Tomala (ur. 6 lipca 1901 w Brzozówku, zm. ?) – polski rolnik i polityk, poseł na Sejm PRL III i IV kadencji.

## Życiorys
Uzyskał wykształcenie podstawowe, prowadził własne gospodarstwo rolne. Od 1937 związany był z ruchem ludowym. Zorganizował kółko rolnicze, w którym pełnił funkcję prezesa. Po II wojnie światowej był członkiem Polskiego Stronnictwa Ludowego, z którego przeszedł do Stronnictwa Ludowego. Po połączeniu tych partii w 1949 został członkiem Zjednoczonego Stronnictwa Ludowego, obejmując funkcję prezesa Gminnego Komitetu partii w Rybnie. Następnie był prezesem Powiatowego Komitetu ZSL w Sochaczewie.
Był radnym Gminnej Rady Narodowej w Rybnie i Powiatowej Rady Narodowej w Sochaczewie. Sprawował również funkcję prezesa Powiatowego Związku Kółek Rolniczych w Sochaczewie. W 1961 i 1965 uzyskiwał mandat posła na Sejm PRL w okręgu Płock, przez dwie kadencje zasiadał w Komisji Handlu Wewnętrznego.

## Odznaczenia
- Srebrny Krzyż Zasługi
- Brązowy Krzyż Zasługi
- Odznaka 1000-lecia Państwa Polskiego (1966)[1]